# Stazione di Niimi
La stazione di Niimi (新見駅?, Niimi-eki) è la principale stazione ferroviaria della città di Niimi, nella prefettura di Okayama in Giappone. La stazione è punto di incontro per le linee Geibi, Kishin e linea Hakubi. Sebbene si incontrino tre linee, il traffico passeggeri è piuttosto modesto.

## Linee e servizi
JR West
■ Linea Hakubi
■ Linea Kishin
■ Linea Geibi

## Caratteristiche
La stazione, realizzata in legno, è dotata di due banchine a isola con quattro binari passanti, e i marciapiedi sono collegati al fabbricato viaggiatori da sottopassaggi.
| 1 | ■ Linea Geibi  | per Tōjō, Bingo Ochiai, Miyoshi e Hiroshima |
| 2 | ■ Linea Kishin | per Chūgoku-Katsuyama, Tsuyama e Himeji     |
| 3 | ■ Linea Hakubi | per Kurashiki e Okayama                     |
| 4 | ■ Linea Hakubi | per Yonago, Matsue e Izumoshi               |

## Stazioni adiacenti
| «            | Servizio     | »            |
| Linea Hakubi | Linea Hakubi | Linea Hakubi |
| ------------ | ------------ | ------------ |
| Ishiga       | Locale       | Nunohara     |
| Linea Kishin |              |              |
| Iwayama      | Locale       | Capolinea    |
| Linea Geibi  |              |              |
| Capolinea    | Locale       | Nunohara     |
| Capolinea    | Rapido       | Yagami       |